# Impronte fossili di Laetoli
Le Impronte fossili di Laetoli sono le impronte fossili di piedi di ominidi della specie Australopithecus afarensis, scoperte nel sito archeologico di Laetoli nella riserva naturale del cratere vulcanico del Ngorongoro in Tanzania. 

## Scoperta
Questa zona, esplorata in modo non sistematico a partire dagli anni’40 dagli archeologi Louis Leakey e Mary Leakey e dal geologo Peter Kent, fu oggetto di indagini sistematiche solo a partire dal 1974 per iniziativa di Mary Leakey. 
Nel 1976 Andrew Hill identificò casualmente una serie di impronte animali sullo strato di cenere fossilizzato, denominato in seguito Footprint Tuff (Tufo delle Orme); negli anni seguenti furono condotte nuove campagne di scavo, che misero in luce circa 50.000 impronte di diversi animali. Sempre nel 1976 Peter Jones e Philip Leakey trovarono nel sito A una serie di 5 impronte, che nel 2020 furono riconosciute come appartenenti ad Australopithecus afarensis.
Nel 1978 Paul I. Abell rinvenne nel tufo del sito identificato come G, un’orma senza alcun dubbio di origine ominide e l’anno successivo, grazie alla costanza e perizia di Tim White che impostò il lavoro di recupero e conservazione delle orme, la rimozione dello strato superficiale portò alla luce due file di circa 27 metri di impronte fossili di ominidi. 
Nel 2015 impronte della stessa età di quelle ritrovate nel sito G, furono rinvenute a circa 150 metri a sud della prima serie di impronte, nel sito indicato come S, che sono state riferite a due ominidi; entrambe le serie di orme appartengono allo stesso strato geologico.

## Datazione
L'età degli strati di cenere calcolata con il metodo di datazione radiometrica al potassio-argon, risale a circa 3,66 milioni di anni e quindi al periodo del Pliocene.

## Caratteristiche

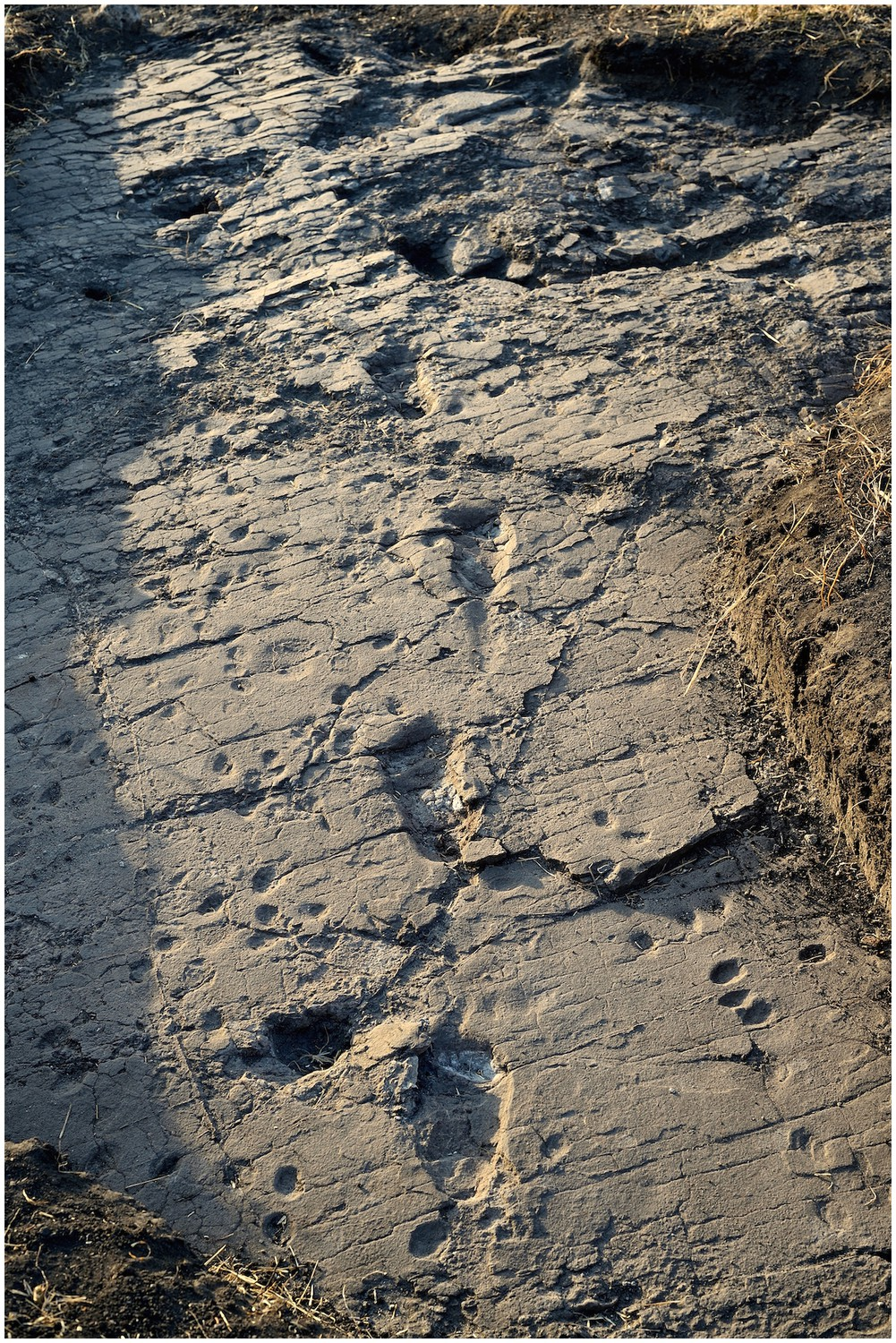
Le impronte fossili scoperte nel 2015 nel sito S

L'area archeologica di Laetoli inizialmente ha dato alla luce reperti archeologici in ben 18 siti dei 33 indagati, siti che sono stati identificati con le lettere dalla A alla R, cui nel 2015 si è aggiunto il sito S. Le prime orme fossili riconosciute come lasciate da ominidi furono quelle del sito G, cui si aggiunsero nel 2015 quelle del sito S. Quelle del sito A, scoperte già nel 1975, furono attribuite con certezza ad ominidi solo nel 2020.

### Sito G
Si tratta di impronte eccezionalmente conservate, impresse su cenere depositatasi in seguito all'eruzione del vicino vulcano Sadiman, situato a 20 km di distanza. La pioggia immediatamente successiva all'eruzione ha cementato lo strato di cenere, spesso 15 cm, trasformandolo in tufo, che è stato nel tempo ricoperto da altri depositi e sedimenti che ne hanno consentito la conservazione.
Le serie di impronte sono state lasciate da tre individui, convenzionalmente identificati come G1, G2 e G3; si ipotizza che G1 e G2 camminassero affiancati, e che G3 camminasse dietro di loro.Poiché le tracce vanno tutte nella stessa direzione, è stato ipotizzato che i tre individui appartenessero ad uno stesso gruppo familiare che si recava alla sorgente, ma non c'è conferma di questa ricostruzione.
|                                  | ominina 1   | ominina 2   |
| -------------------------------- | ----------- | ----------- |
| lunghezza dell'impronta          | 21,5 cm     | 18,5 cm     |
| larghezza dell'impronta          | 10 cm       | 8,8 cm      |
| lunghezza del passo              | 47,2 cm     | 28,7 cm     |
| stima delle dimensioni del corpo | 1,34-1,56 m | 1,15-1,34 m |

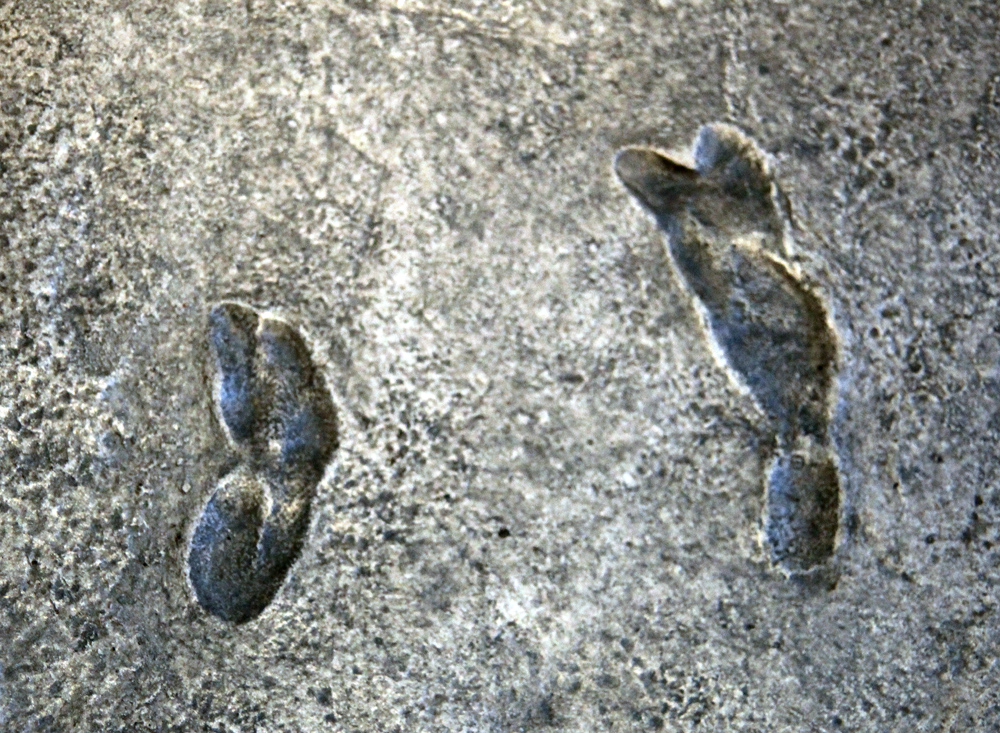
Copia delle orme esposte allo Smithsonian Museum of Natural History a Washington D.C.

Le impronte fossili dimostrano che gli ominidi camminavano abitualmente in posizione eretta, in quanto non ci sono evidenze di tacche lasciate dall'appoggio delle nocche delle mani. I piedi inoltre non hanno il pollice del piede mobile come quello delle scimmie e presentano l'arco sottoplantare tipico dell'uomo moderno.
La serie di orme sono state attribuite alla specie dell'Australopithecus afarensis, principalmente in considerazione degli altri resti fossili che sono stati ritrovati a Laetoli, ma resta comunque dibattuta.
La sequenza delle impronte indica un'andatura tranquilla. Simulazioni eseguite al computer, in base alle informazioni derivanti dai resti fossili attualmente assegnati ad Australopithecus afarensis e la spaziatura delle impronte trovate, indicano che questi ominina stavano camminando alla velocità di circa 1 metro al secondo, che corrisponde all'andatura di una odierna passeggiata in città.

### Sito S
La serie di impronte ritrovate nel 2015 sono state attribuite a due ominidi, identificati come S1 e S2, che si muovevano nella stessa direzione degli altri tre ominidi. Di S2 è rimasta solo un'orma, mentre di S1 ne è stata lasciata una serie; si stima che S1 fosse alto 165 cm e pessasse 44.7 kg, quindi considerevolmente più alto degli altri ominidi riferiti al sito G, e che S2 fosse alto 146 cm e pesasse 39.5 kg.
Questa serie di orme è coerente con quelle del sito G, e per questo attribuite all'Australopithecus afarensis.

### Sito A
Nel 1976 Peter Jones e Philip Leakey scoprirono nei quasi 500 mq del sito A, tra le oltre 18.000 impronte di animali, 5 impronte attribuibili a bipedi, ma con delle particolari caratteristiche che difficilmente si ricontrano negli ominidi, tanto che si ipotizzò appartenessero a qualche specie di Urside
Uno studio del 2019 realizzato per analizzare queste 5 impronte ha concluso affermando che le orme, più specificatamente l'A3 l'unica che è stata possibile studiare approfonditamente, appartengono ad un ominide bipede, di una specie differente da quello che ha lasciato le impronte nei siti G ed F, e probabilmente anche più antica di questa.